# Copa del Món de Futbol de 1982 - Grup 3
El Grup 3 de la Copa del Món de Futbol 1982, disputada a Espanya, formava part de la primera fase de la competició. Estava compost per quatre equips, que s'enfrontaren entre ells amb un total de 6 partits. El dos més ben classificats van passar a la ronda següent.

## Integrants
El grup 2 està integrat per les seleccions següents:
| Bèlgica | Argentina | Hongria | El Salvador |
| ------- | --------- | ------- | ----------- |

## Classificació
| Pos | Equip       | PJ | PG | PE | PP | GF | GC | DG  | Pts | Classificació           |
| --- | ----------- | -- | -- | -- | -- | -- | -- | --- | --- | ----------------------- |
| 1   | Bèlgica     | 3  | 2  | 1  | 0  | 3  | 1  | +2  | 5   | Avança a la segona fase |
| 2   | Argentina   | 3  | 2  | 0  | 1  | 6  | 2  | +4  | 4   | Avança a la segona fase |
| 3   | Hongria     | 3  | 1  | 1  | 1  | 12 | 6  | +6  | 3   |                         |
| 4   | El Salvador | 3  | 0  | 0  | 3  | 1  | 13 | −12 | 0   |                         |

## Partits

### Argentina vs Bèlgica
| Argentina | 0–1     | Bèlgica         |
| --------- | ------- | --------------- |
|           | Informe | Vandenbergh 62' |

| Argentina | Bèlgica |

| POR                | 7  | Ubaldo Fillol         |     |     |
| DEF                | 15 | Daniel Passarella (c) |     |     |
| DEF                | 14 | Jorge Olguín          |     |     |
| DEF                | 8  | Luis Galván           |     |     |
| DEF                | 18 | Alberto Tarantini     |     |     |
| MIG                | 1  | Osvaldo Ardiles       |     |     |
| MIG                | 9  | Américo Gallego       |     |     |
| MIG                | 10 | Diego Maradona        |     |     |
| MIG                | 11 | Mario Kempes          |     |     |
| DAV                | 6  | Ramón Díaz            |     | 63' |
| DAV                | 4  | Daniel Bertoni        | 55' |     |
| Substituts:        |    |                       |     |     |
| POR                | 2  | Héctor Baley          |     |     |
| MIG                | 3  | Juan Barbas           |     |     |
| MIG                | 12 | Patricio Hernández    |     |     |
| DAV                | 20 | Jorge Valdano         |     | 63' |
| DEF                | 22 | José Van Tuyne        |     |     |
| Seleccionador:     |    |                       |     |     |
| César Luis Menotti |    |                       |     |     |

| POR            | 1  | Jean-Marie Pfaff        |     |
| DEF            | 15 | Maurits De Schrijver    |     |
| DEF            | 2  | Eric Gerets (c)         |     |
| DEF            | 3  | Luc Millecamps          | 50' |
| DEF            | 14 | Marc Baecke             |     |
| MIG            | 10 | Ludo Coeck              |     |
| MIG            | 6  | Franky Vercauteren      |     |
| MIG            | 20 | Guy Vandersmissen       |     |
| DAV            | 21 | Alexandre Czerniatynski |     |
| DAV            | 9  | Erwin Vandenbergh       |     |
| DAV            | 11 | Jan Ceulemans           |     |
| Substituts:    |    |                         |     |
| DEF            | 5  | Michel Renquin          |     |
| MIG            | 8  | Wilfried Van Moer       |     |
| POR            | 12 | Theo Custers            |     |
| DEF            | 13 | François Van der Elst   |     |
| MIG            | 17 | René Verheyen           |     |
| Seleccionador: |    |                         |     |
| Guy Thys       |    |                         |     |

### Hongria vs El Salvador
| Hongria                                                                                            | 10–1    | El Salvador        |
| -------------------------------------------------------------------------------------------------- | ------- | ------------------ |
| Nyilasi 4', 83' · Pölöskei 11' · Fazekas 23', 54' · Tóth 50' · L. Kiss 69', 72', 76' · Szentes 70' | Informe | Ramírez Zapata 64' |

| Hongria | El Salvador |

| POR            | 1  | Ferenc Mészáros   |           |     |
| DEF            | 3  | László Bálint     |           |     |
| DEF            | 2  | Győző Martos      |           |     |
| DEF            | 6  | Imre Garaba       |           |     |
| DEF            | 4  | József Tóth       |           |     |
| MIG            | 5  | Sándor Müller     |           | 68' |
| MIG            | 8  | Tibor Nyilasi (c) | Amonestat |     |
| MIG            | 14 | Sándor Sallai     |           |     |
| DAV            | 7  | László Fazekas    | 32'       |     |
| DAV            | 9  | András Törőcsik   |           | 56' |
| DAV            | 11 | Gábor Pölöskei    |           |     |
| Substitutions: |    |                   |           |     |
| DAV            | 10 | László Kiss       |           | 56' |
| MIG            | 12 | Lázár Szentes     |           | 68' |
| MIG            | 17 | Károly Csapó      |           |     |
| DEF            | 19 | József Varga      |           |     |
| POR            | 21 | Béla Katzirz      |           |     |
| Seleccionador: |    |                   |           |     |
| Kálmán Mészöly |    |                   |           |     |

| POR            | 1  | Luis Guevara Mora    |  |     |
| DEF            | 3  | José Francisco Jovel |  |     |
| DEF            | 2  | Mario Castillo       |  |     |
| DEF            | 15 | Jaime Rodríguez      |  |     |
| DEF            | 4  | Carlos Recinos       |  |     |
| MIG            | 8  | José Luis Rugamas    |  | 26' |
| MIG            | 6  | Joaquín Ventura      |  | 79' |
| MIG            | 10 | Norberto Huezo (c)   |  |     |
| MIG            | 13 | José María Rivas     |  |     |
| DAV            | 9  | Ever Hernández       |  |     |
| DAV            | 11 | Mágico González      |  |     |
| Substitutions: |    |                      |  |     |
| DEF            | 5  | Ramón Fagoaga        |  | 79' |
| DEF            | 12 | Francisco Osorto     |  |     |
| DAV            | 14 | Luis Ramírez Zapata  |  | 26' |
| MIG            | 16 | Mauricio Alfaro      |  |     |
| POR            | 19 | Eduardo Hernández    |  |     |
| Seleccionador: |    |                      |  |     |
| Pipo Rodríguez |    |                      |  |     |

### Argentina vs Hongria
| Argentina                                     | 4–1     | Hongria      |
| --------------------------------------------- | ------- | ------------ |
| Bertoni 26' · Maradona 28', 57' · Ardiles 60' | Informe | Pölöskei 76' |

| Argentina | Hongria |

| POR                | 7  | Ubaldo Fillol         |  |     |
| DEF                | 15 | Daniel Passarella (c) |  |     |
| DEF                | 14 | Jorge Olguín          |  |     |
| DEF                | 8  | Luis Galván           |  |     |
| DEF                | 18 | Alberto Tarantini     |  | 51' |
| MIG                | 9  | Américo Gallego       |  |     |
| MIG                | 1  | Osvaldo Ardiles       |  |     |
| MIG                | 10 | Diego Maradona        |  |     |
| MIG                | 11 | Mario Kempes          |  |     |
| DAV                | 20 | Jorge Valdano         |  | 24' |
| DAV                | 4  | Daniel Bertoni        |  |     |
| Substituts:        |    |                       |  |     |
| POR                | 2  | Héctor Baley          |  |     |
| MIG                | 3  | Juan Barbas           |  | 51' |
| MIG                | 5  | Gabriel Calderón      |  | 24' |
| DAV                | 6  | Ramón Díaz            |  |     |
| DEF                | 22 | José Van Tuyne        |  |     |
| Seleccionador:     |    |                       |  |     |
| César Luis Menotti |    |                       |  |     |

| POR            | 1  | Ferenc Mészáros   |  |     |
| DEF            | 3  | László Bálint     |  |     |
| DEF            | 2  | Győző Martos      |  | 46' |
| DEF            | 6  | Imre Garaba       |  |     |
| DEF            | 4  | József Tóth       |  |     |
| MIG            | 19 | József Varga      |  |     |
| MIG            | 8  | Tibor Nyilasi (c) |  |     |
| MIG            | 14 | Sándor Sallai     |  |     |
| DAV            | 10 | László Kiss       |  | 61' |
| DAV            | 11 | Gábor Pölöskei    |  |     |
| DAV            | 13 | Tibor Rab         |  |     |
| Substitutions: |    |                   |  |     |
| DAV            | 7  | László Fazekas    |  | 46' |
| DAV            | 9  | András Törőcsik   |  |     |
| MIG            | 12 | Lázár Szentes     |  | 61' |
| MIG            | 18 | Attila Kerekes    |  |     |
| POR            | 21 | Béla Katzirz      |  |     |
| Seleccionador: |    |                   |  |     |
| Kálmán Mészöly |    |                   |  |     |

### Bèlgica vs El Salvador
| Bèlgica   | 1–0     | El Salvador |
| --------- | ------- | ----------- |
| Coeck 19' | Informe |             |

| Bèlgica | El Salvador |

| POR            | 1  | Jean-Marie Pfaff        |  |     |
| DEF            | 2  | Eric Gerets (c)         |  |     |
| DEF            | 4  | Walter Meeuws           |  |     |
| DEF            | 3  | Luc Millecamps          |  |     |
| DEF            | 14 | Marc Baecke             |  |     |
| MIG            | 20 | Guy Vandersmissen       |  | 46' |
| MIG            | 10 | Ludo Coeck              |  |     |
| MIG            | 6  | Franky Vercauteren      |  |     |
| DAV            | 21 | Alexandre Czerniatynski |  |     |
| DAV            | 9  | Erwin Vandenbergh       |  |     |
| DAV            | 11 | Jan Ceulemans           |  | 80' |
| Substituts:    |    |                         |  |     |
| MIG            | 8  | Wilfried Van Moer       |  | 80' |
| DEF            | 13 | François Van der Elst   |  | 46' |
| DEF            | 15 | Maurits De Schrijver    |  |     |
| MIG            | 17 | René Verheyen           |  |     |
| POR            | 22 | Jacky Munaron           |  |     |
| Seleccionador: |    |                         |  |     |
| Guy Thys       |    |                         |  |     |

| POR            | 1  | Luis Guevara Mora    |     |     |
| DEF            | 12 | Francisco Osorto     | 17' | 46' |
| DEF            | 3  | José Francisco Jovel |     |     |
| DEF            | 15 | Jaime Rodríguez      |     |     |
| DEF            | 4  | Carlos Recinos       |     |     |
| MIG            | 5  | Ramón Fagoaga        | 74' |     |
| MIG            | 6  | Joaquín Ventura      |     |     |
| MIG            | 10 | Norberto Huezo (c)   |     |     |
| MIG            | 14 | Luis Ramírez Zapata  |     |     |
| DAV            | 11 | Mágico González      |     |     |
| DAV            | 13 | José María Rivas     |     |     |
| Substitutions: |    |                      |     |     |
| DEF            | 2  | Mario Castillo       |     |     |
| DAV            | 9  | Ever Hernández       |     |     |
| MIG            | 16 | Mauricio Alfaro      |     |     |
| DEF            | 18 | Miguel Ángel Díaz    |     | 46' |
| POR            | 19 | Eduardo Hernández    |     |     |
| Seleccionador: |    |                      |     |     |
| Pipo Rodríguez |    |                      |     |     |

### Bèlgica vs Hongria
| Bèlgica           | 1–1     | Hongria   |
| ----------------- | ------- | --------- |
| Czerniatynski 76' | Informe | Varga 27' |

| Bèlgica | Hongria |

| POR            | 1  | Jean-Marie Pfaff        | 65' |     |
| DEF            | 2  | Eric Gerets (c)         |     | 62' |
| DEF            | 4  | Walter Meeuws           | 79' |     |
| DEF            | 3  | Luc Millecamps          |     |     |
| DEF            | 14 | Marc Baecke             |     |     |
| MIG            | 20 | Guy Vandersmissen       |     | 46' |
| MIG            | 6  | Franky Vercauteren      |     |     |
| MIG            | 10 | Ludo Coeck              |     |     |
| DAV            | 11 | Jan Ceulemans           |     |     |
| DAV            | 9  | Erwin Vandenbergh       |     |     |
| DAV            | 21 | Alexandre Czerniatynski |     |     |
| Substituts:    |    |                         |     |     |
| MIG            | 8  | Wilfried Van Moer       |     | 46' |
| POR            | 12 | Theo Custers            |     |     |
| DEF            | 13 | François Van der Elst   |     |     |
| DEF            | 16 | Gerard Plessers         |     | 62' |
| MIG            | 17 | René Verheyen           |     |     |
| Seleccionador: |    |                         |     |     |
| Guy Thys       |    |                         |     |     |

| POR            | 1  | Ferenc Mészáros   |  |     |
| DEF            | 2  | Győző Martos      |  |     |
| DEF            | 18 | Attila Kerekes    |  |     |
| DEF            | 6  | Imre Garaba       |  |     |
| DEF            | 19 | József Varga      |  |     |
| MIG            | 5  | Sándor Müller     |  | 67' |
| MIG            | 8  | Tibor Nyilasi (c) |  |     |
| DAV            | 9  | András Törőcsik   |  |     |
| DAV            | 7  | László Fazekas    |  |     |
| DAV            | 10 | László Kiss       |  | 70' |
| DAV            | 11 | Gábor Pölöskei    |  |     |
| Substitutions: |    |                   |  |     |
| MIG            | 12 | Lázár Szentes     |  |     |
| DEF            | 13 | Tibor Rab         |  |     |
| DEF            | 14 | Sándor Sallai     |  | 67' |
| MIG            | 16 | Ferenc Csongrádi  |  | 70' |
| POR            | 21 | Béla Katzirz      |  |     |
| Seleccionador: |    |                   |  |     |
| Kálmán Mészöly |    |                   |  |     |

### Argentina vs El Salvador
| Argentina                         | 2–0     | El Salvador |
| --------------------------------- | ------- | ----------- |
| Passarella 22' (p.) · Bertoni 52' | Informe |             |

| Argentina | El Salvador |

| POR                | 7  | Ubaldo Fillol         |     |     |
| DEF                | 14 | Jorge Olguín          | 31' |     |
| DEF                | 15 | Daniel Passarella (c) |     |     |
| DEF                | 8  | Luis Galván           |     |     |
| DEF                | 18 | Alberto Tarantini     |     |     |
| MIG                | 1  | Osvaldo Ardiles       |     |     |
| MIG                | 9  | Américo Gallego       | 44' |     |
| MIG                | 10 | Diego Maradona        |     |     |
| MIG                | 11 | Mario Kempes          |     |     |
| DAV                | 4  | Daniel Bertoni        |     | 67' |
| DAV                | 5  | Gabriel Calderón      |     | 78' |
| Substituts:        |    |                       |     |     |
| POR                | 2  | Héctor Baley          |     |     |
| DAV                | 6  | Ramón Díaz            |     | 67' |
| MIG                | 12 | Patricio Hernández    |     |     |
| DEF                | 13 | Julio Olarticoechea   |     |     |
| DAV                | 17 | Santiago Santamaría   |     | 78' |
| Seleccionador:     |    |                       |     |     |
| César Luis Menotti |    |                       |     |     |

| POR            | 1  | Luis Guevara Mora    |     |     |
| DEF            | 12 | Francisco Osorto     | 20' | 33' |
| DEF            | 3  | José Francisco Jovel |     |     |
| DEF            | 15 | Jaime Rodríguez      |     |     |
| DEF            | 4  | Carlos Recinos       | 45' |     |
| MIG            | 8  | José Luis Rugamas    |     |     |
| MIG            | 6  | Joaquín Ventura      |     | 78' |
| MIG            | 10 | Norberto Huezo (c)   |     |     |
| MIG            | 14 | Luis Ramírez Zapata  | 26' |     |
| DAV            | 11 | Mágico González      |     |     |
| DAV            | 13 | José María Rivas     |     |     |
| Substitutions: |    |                      |     |     |
| DEF            | 2  | Mario Castillo       |     |     |
| DAV            | 9  | Ever Hernández       |     |     |
| MIG            | 16 | Mauricio Alfaro      |     | 78' |
| DEF            | 18 | Miguel Ángel Díaz    |     | 33' |
| POR            | 19 | Eduardo Hernández    |     |     |
| Seleccionador: |    |                      |     |     |
| Pipo Rodríguez |    |                      |     |     |